# Список умерших в 898 году

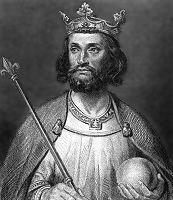
Эд Парижский

В этой статье представлен список известных людей, умерших в 898 году.
См. также: Категория:Умершие в 898 году

## Январь
- 2 января — Ванг Чао[англ.] — военачальник при правителях китайской династии Тан
- 3 января — Эд Парижский — король Западно-Франкского королевства (888—898) из династии Робертинов

## Октябрь
- 15 октября — Евфимий Солунский — иеродиакон, аскет, православный святой
- 15 октября — Ламберт Сполетский — король Италии (891—898) и император Запада (892—898), погиб в результате падения с лошади
- Аль-Мубаррад — арабский лингвист, один из ярких представителей басрийской школы грамматики

## Точная дата смерти неизвестна
- Айтит мак Лайгни[англ.] — король Ульстера (896—898), убит
- Аривара-но Мунеяна[фр.] — японский поэт и придворный
- Афанасий — епископ и герцог Неаполя (878—898)
- Гагик Апумрван[англ.] — армянский князь из рода Арцруни
- Ибрахим аль-Харби — мухаддис, языковед, правовед ханбалитского мазхаба
- Ланций[итал.] — епископ Турина (887—898)
- Лао Хонгсин[англ.] — военачальник при правителях китайской династии Тан
- Маштоц I Егивардеци — Католикос всех армян (897—898)
- Стефан[англ.] — правитель Амальфи (879—898)
- Хасав-Чан-Кавиль II, последний известный правитель царства Мутуль цивилизации майя со столицей в Тикале.